# Purdiaea moaensis
Purdiaea moaensis är en tvåhjärtbladig växtart som beskrevs av Marie-vict. Purdiaea moaensis ingår i släktet Purdiaea och familjen Clethraceae. Inga underarter finns listade i Catalogue of Life.